# Centris lanipes
Centris lanipes är en biart som först beskrevs av Fabricius 1775.  Centris lanipes ingår i släktet Centris och familjen långtungebin. Inga underarter finns listade.

## Bildgalleri

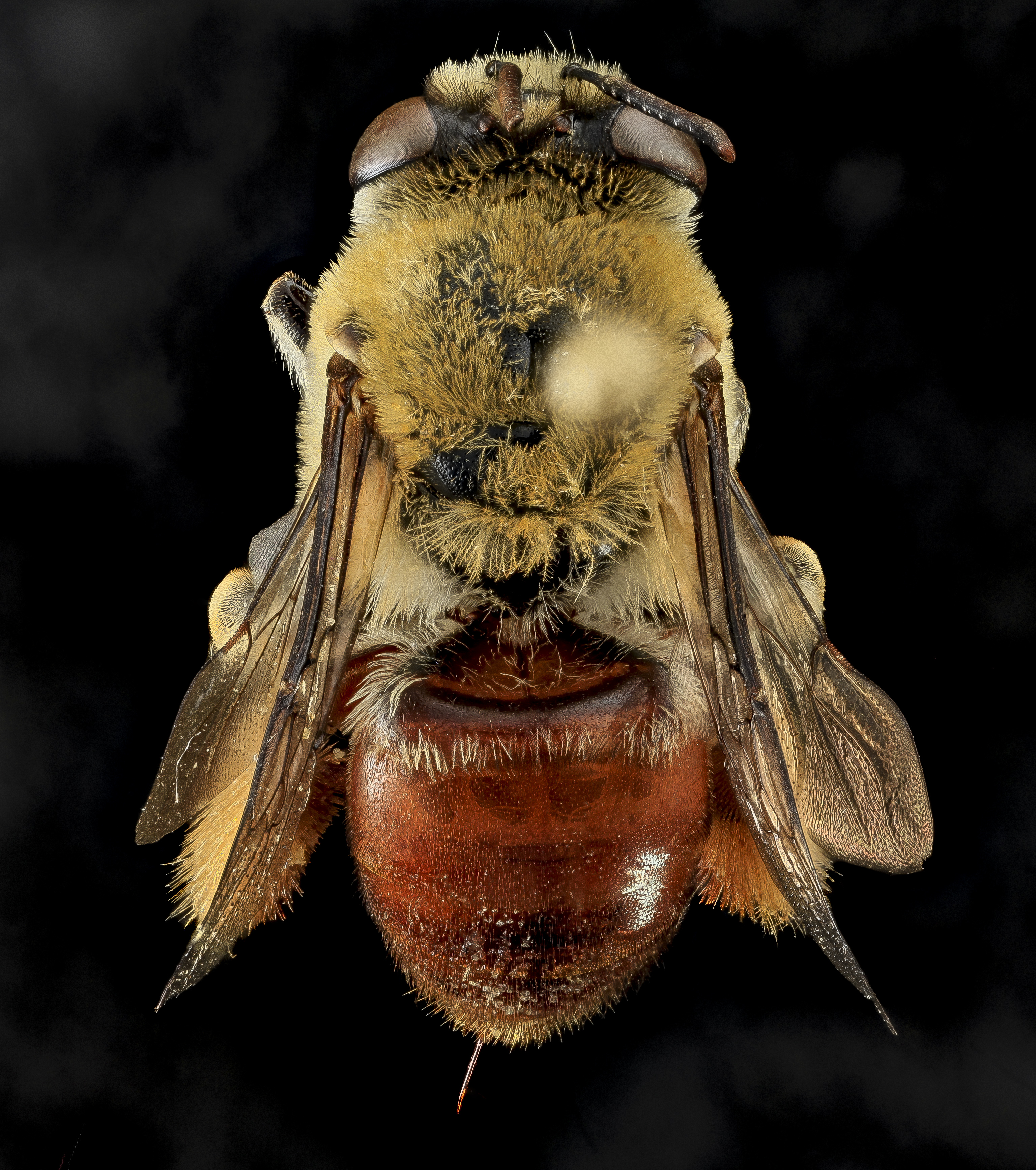
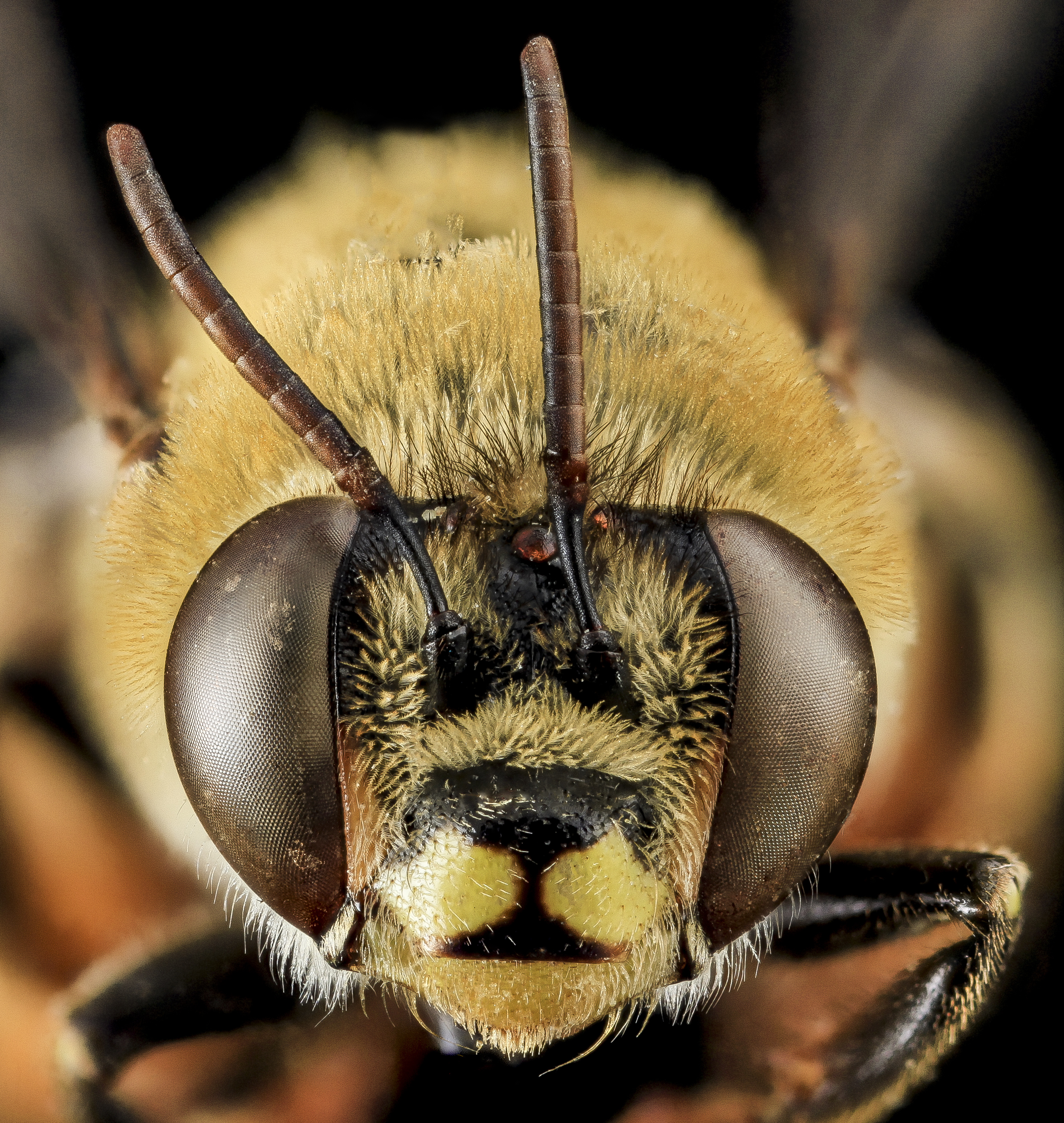
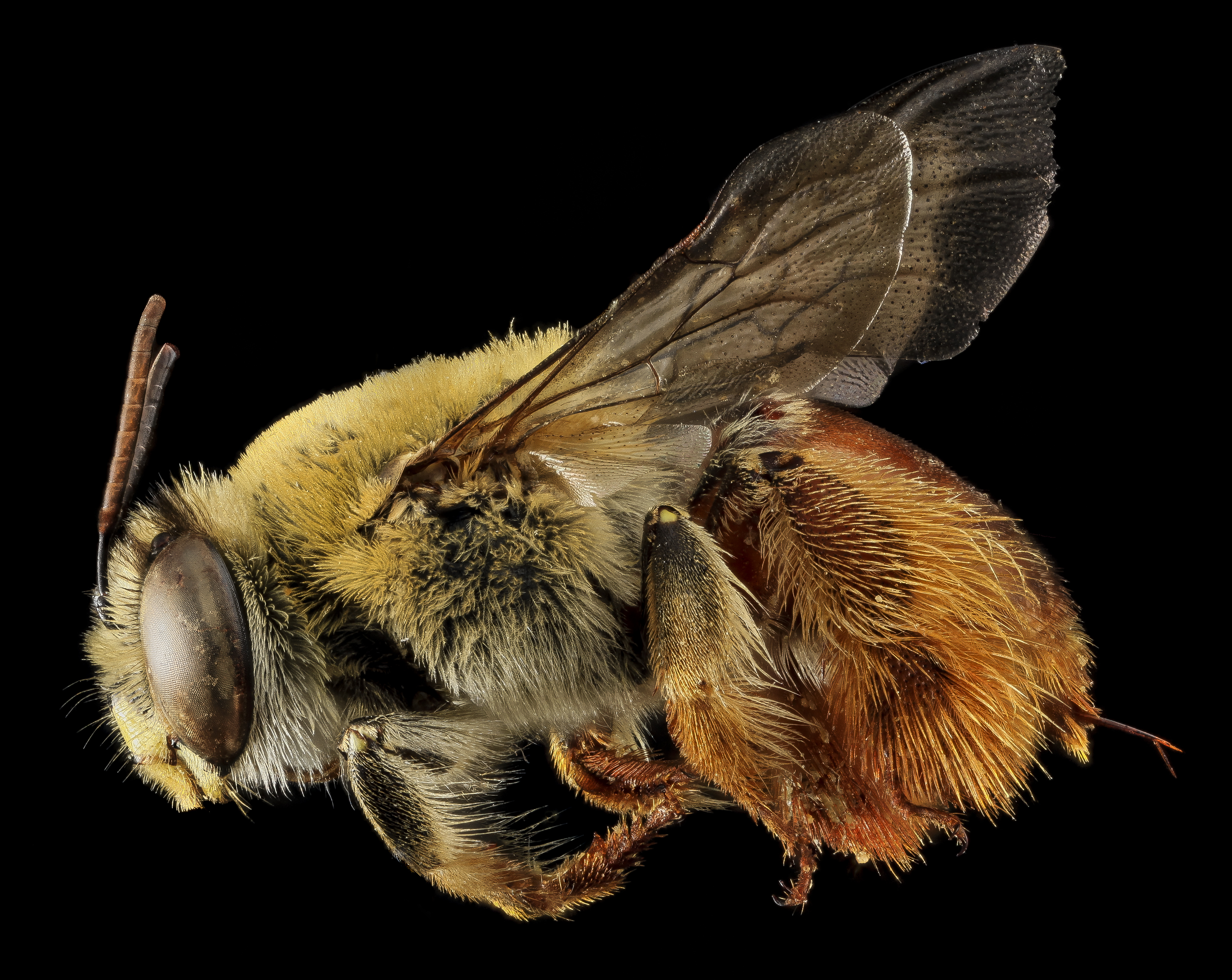
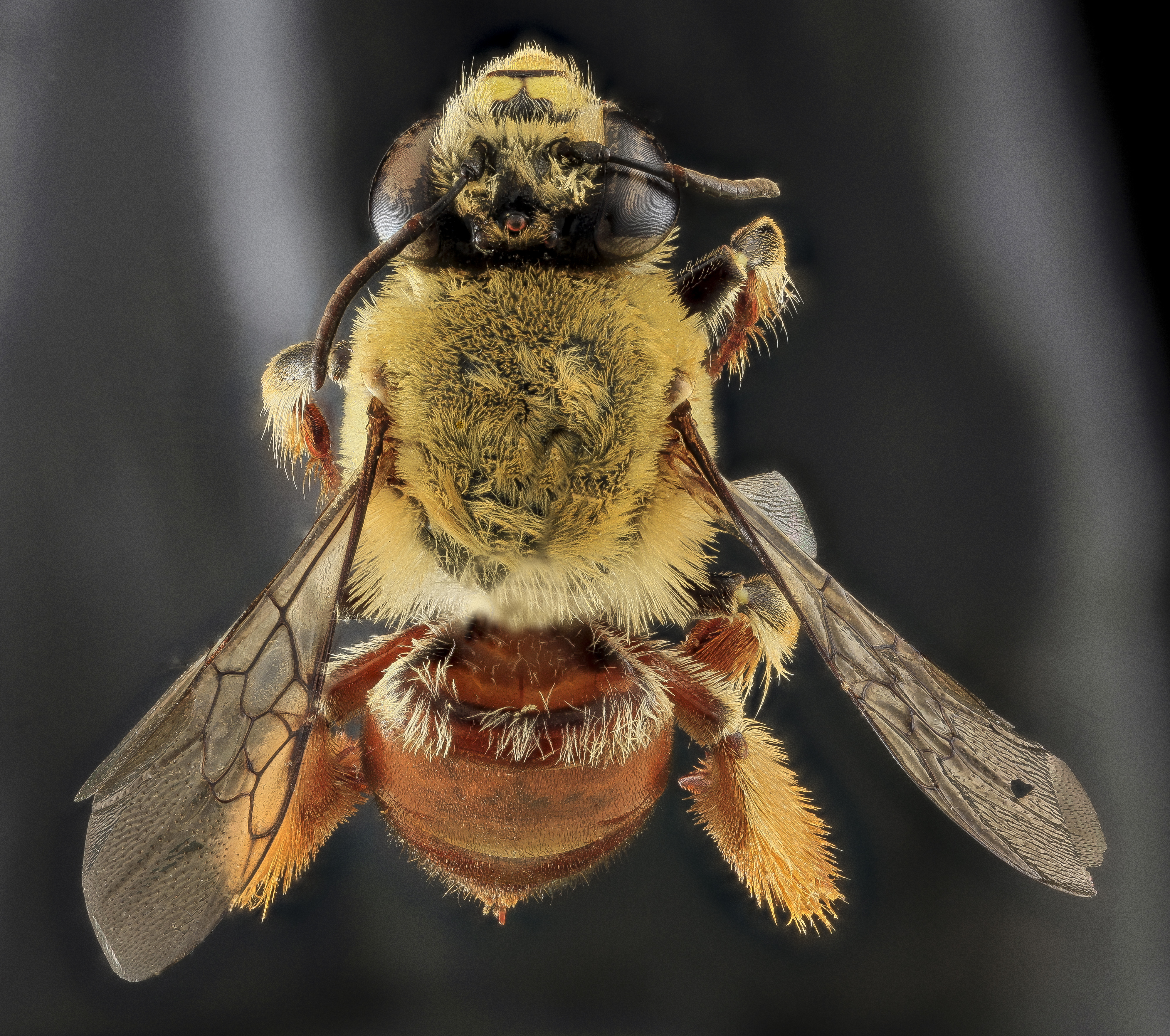
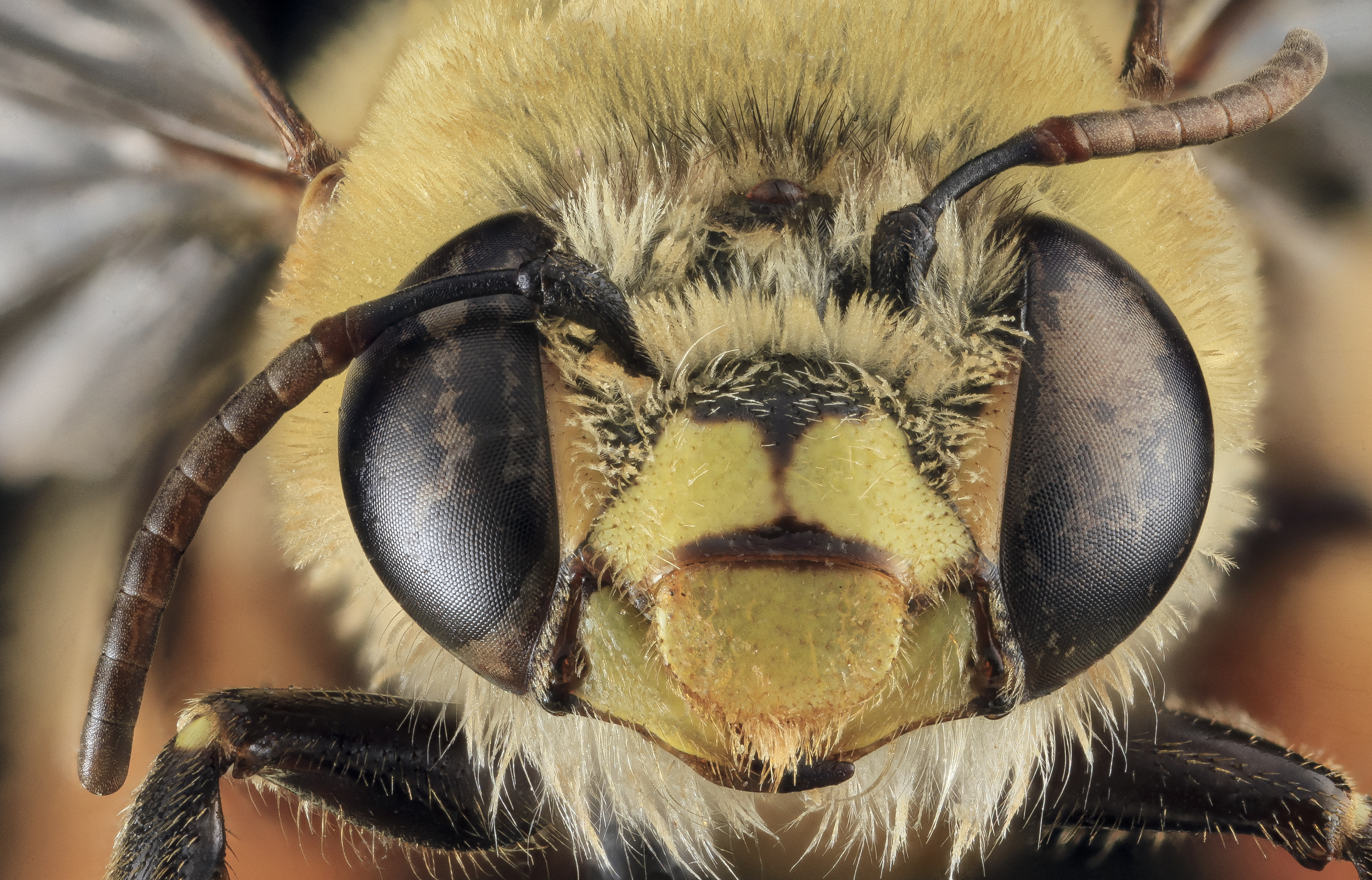
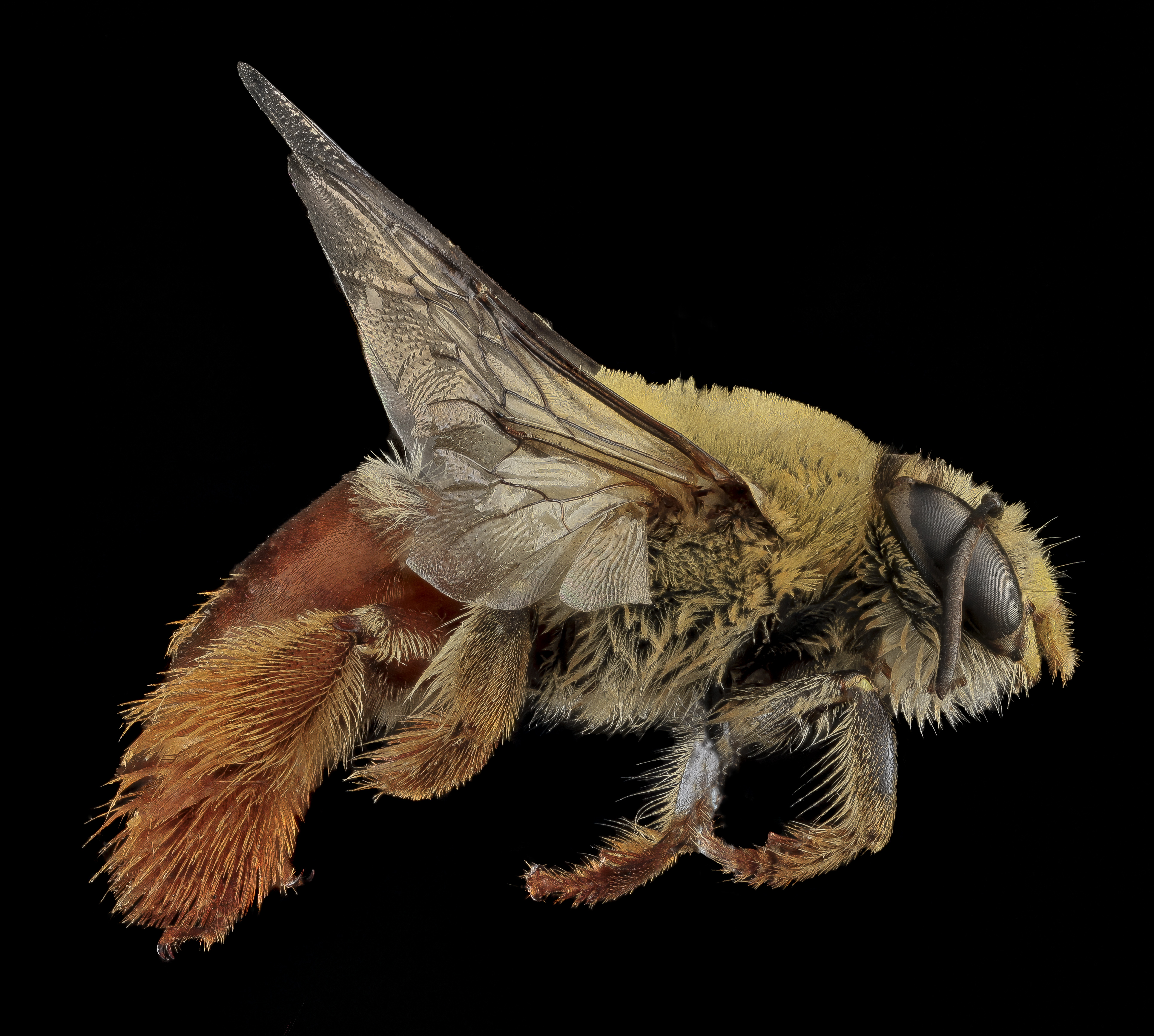